# OpenVAS
OpenVAS - (Open Vulnerability Assessment Scanner, originariamente conosciuto come  GNessUs) è una piattaforma open source per l'analisi delle vulnerabilità e la gestione delle falle di sicurezza. È parte del Greenbone Vulnerability Management (GVM), sviluppato da Greenbone Networks.
La sua storia ha inizio nel 2005 quando Nessus modificò la sua licenza diventando un software proprietario distribuito con una licenza commerciale. In risposta a questo cambiamento, la comunità open source decise di creare un fork di Nessus che ha preso il nome prima di GNessUs e successivamente di OpenVAS.
Dal momento della sua nascita, OpenVAS ha continuato a evolversi indipendentemente da Nessus, aggiungendo nuove funzionalità e migliorando la piattaforma in base alle esigenze della comunità e degli utenti.
Il progetto è stato avviato da Tim Brown che ne annunciò la nascita su Slashdot.
OpenVAS è un software libero rilasciato sotto licenza GPL.

## Caratteristiche principali
OpenVAS può analizzare una vasta gamma di protocolli di rete (HTTP, HTTPS, FTP, SMTP, SNMP e molti altri) e offre la possibilità di ottimizzare le prestazioni per scansioni su larga scala.
Gli aggiornamenti quotidiani dei test di vulnerabilità (NVT), assicurando che OpenVAS sia sempre aggiornato con le ultime minacce. È possibile configurare le scansioni in base alle proprie esigenze, specificando i target, le politiche di scansione e altro ancora.
I report generati da OpenVAS sono dettagliati e includono, oltre alla descrizione delle vulnerabilità, anche la valutazione sulla gravità e le raccomandazioni per la sua mitigazione.

## Struttura
OpenVAS è costituito da diversi componenti
- OpenVAS Scanner è il motore che esegue i test di vulnerabilità. Utilizza un feed continuamente aggiornato di Vulnerability Tests (NVTs) per rilevare le vulnerabilità nei sistemi. È un componente chiave del framework Greenbone Vulnerability Management (GVM) e può eseguire sia test non autenticati che autenticati.[6]
- OpenVAS Manager è responsabile della gestione delle scansioni, dell'archiviazione dei risultati e della generazione dei report. Agisce come intermediario tra l'OpenVAS Scanner e le varie applicazioni client come OpenVAS-Client o Greenbone Security Assistant. Riceve i task dall'OpenVAS Administrator e utilizza l'OpenVAS Scanner per eseguire i Vulnerability Assessments.[7]
- Greenbone Security Assistant (GSA) è l'interfaccia web che consente agli utenti di interagire con OpenVAS. Fornisce un'interfaccia grafica per la gestione delle scansioni, la visualizzazione dei risultati e la generazione dei report. È uno strumento utile per gli amministratori di rete che desiderano monitorare e gestire le vulnerabilità in modo più intuitivo.[8]
- Greenbone Community Feed (GCF) è il database aggiornato delle NVTs.[9] Fornisce test di vulnerabilità aggiornato quotidianamente. Questo feed contiene oltre 50.000 NVTs (Network Vulnerability Tests)[10] ed è in continua espansione per garantire il rilevamento delle vulnerabilità più recenti.[9]

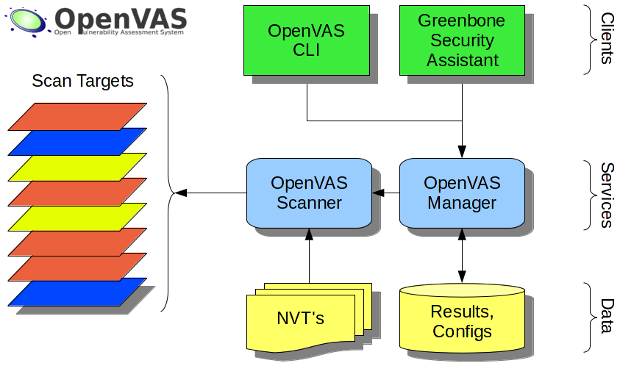
Struttura di OpenVAS 8